# .jp
.jp је највиши Интернет домен државних кодова за Јапан.